# جک کارترایت
جک کارترایت (انگلیسی: Jack Cartwright؛ زادهٔ ۲۲ سپتامبر ۱۹۹۸) شناگر اهل استرالیا است.
وی در مسابقات کشوری و بین‌المللی در مجموع برندهٔ ۹ مدال طلا، ۸ مدال نقره، ۱ مدال برنز شده است.